# Coppa del Brasile 2015 (pallavolo femminile)
La Coppa del Brasile 2015 si è svolta dal 9 al 17 gennaio 2015: alla competizione hanno preso parte 8 squadre di club brasiliane e la vittoria finale è andata per la prima volta al Pinheiros.

## Regolamento

### Formula
Le squadre hanno disputato quarti di finale in gara unica, accoppiate col metodo della serpentina e in casa delle quattro formazioni meglio classificate al termine del girone di andata di Superliga Série A 2014-15; le formazioni vincenti hanno poi disputato una final-4, con semifinali e finale in gara unica.

### Criteri di classifica
Se il risultato finale è stato di 3-0 o 3-1 sono stati assegnati 3 punti alla squadra vincente e 0 a quella sconfitta, se il risultato finale è stato di 3-2 sono stati assegnati 2 punti alla squadra vincente e 1 a quella sconfitta.
Per determinare la classifica dalla 5ª all'8ª posizione e dalla 3ª alla 4ª posizione, si tiene conto del numero di punti ottenuto rispettivamente dalle quattro formazioni eliminate ai quarti di finale e dalle due formazioni eliminate nelle semifinali durante la fase di qualificazione (i quarti di finale). In caso di parità, l'ordine del posizionamento in classifica è stato definito in base all'indice tecnico, i cui criteri sono:
- Punti;
- Ratio dei set vinti/persi;
- Ratio dei punti realizzati/subiti.
- Scontro diretto;
- Sorteggio[1].

In caso di walkover, la formazione qualificata al turno successivo è considerata vincitrice per 3-0 (25-0, 25-0, 25-0).

## Squadre partecipanti
| Squadra         | Qualificazione                                      |
| --------------- | --------------------------------------------------- |
| Amigos do Vôlei | 6ª al girone di andata di Superliga Série A 2014-15 |
| Minas           | 7ª al girone di andata di Superliga Série A 2014-15 |
| Osasco          | 3ª al girone di andata di Superliga Série A 2014-15 |
| Pinheiros       | 4ª al girone di andata di Superliga Série A 2014-15 |
| Praia Clube     | 5ª al girone di andata di Superliga Série A 2014-15 |
| Rio de Janeiro  | 1ª al girone di andata di Superliga Série A 2014-15 |
| São Caetano     | 8ª al girone di andata di Superliga Série A 2014-15 |
| Sesi            | 2ª al girone di andata di Superliga Série A 2014-15 |

## Torneo

### Tabellone
|  | Quarti | Quarti          | Quarti |  |   | Semifinali     | Semifinali | Semifinali |  |   | Finale    | Finale | Finale |
|  |        |                 |        |  |   |                |            |            |  |   |           |        |        |
|  | 1      | Rio de Janeiro  | 3      |  |   |                |            |            |  |   |           |        |        |
|  | 1      | Rio de Janeiro  | 3      |  |   |                |            |            |  |   |           |        |        |
|  | 8      | São Caetano     | 0      |  |   |                |            |            |  |   |           |        |        |
|  | 8      | São Caetano     | 0      |  | 1 | Rio de Janeiro | 1          |            |  |   |           |        |        |
|  |        |                 |        |  | 1 | Rio de Janeiro | 1          |            |  |   |           |        |        |
|  |        |                 |        |  |   | 4              | Pinheiros  | 3          |  |   |           |        |        |
|  | 4      | Pinheiros       | 3      |  |   | 4              | Pinheiros  | 3          |  |   |           |        |        |
|  | 4      | Pinheiros       | 3      |  |   |                |            |            |  |   |           |        |        |
|  | 5      | Praia Clube     | 0      |  |   |                |            |            |  |   |           |        |        |
|  | 5      | Praia Clube     | 0      |  |   |                |            |            |  | 4 | Pinheiros | 3      |        |
|  |        |                 |        |  |   |                |            |            |  | 4 | Pinheiros | 3      |        |
|  |        |                 |        |  |   |                |            |            |  |   | 2         | Sesi   | 2      |
|  | 2      | Sesi            | 3      |  |   |                |            |            |  |   | 2         | Sesi   | 2      |
|  | 2      | Sesi            | 3      |  |   |                |            |            |  |   |           |        |        |
|  | 7      | Minas           | 0      |  |   |                |            |            |  |   |           |        |        |
|  | 7      | Minas           | 0      |  | 2 | Sesi           | 3          |            |  |   |           |        |        |
|  |        |                 |        |  | 2 | Sesi           | 3          |            |  |   |           |        |        |
|  |        |                 |        |  |   | 3              | Osasco     | 0          |  |   |           |        |        |
|  | 3      | Osasco          | 3      |  |   | 3              | Osasco     | 0          |  |   |           |        |        |
|  | 3      | Osasco          | 3      |  |   |                |            |            |  |   |           |        |        |
|  | 6      | Amigos do Vôlei | 2      |  |   |                |            |            |  |   |           |        |        |
|  | 6      | Amigos do Vôlei | 2      |  |   |                |            |            |  |   |           |        |        |

### Risultati

#### Quarti di finale
| 22 dicembre 2014 Ginásio do Tijuca TC, Rio de Janeiro Durata: - Spettatori: | Rio de Janeiro | 3 - 0 | São Caetano     | 25-12, 25-22, 25-18               |
| 22 dicembre 2014 Ginásio Marcelo Leite, San Paolo Durata: - Spettatori:     | Sesi           | 3 - 0 | Minas           | 25-21, 25-21, 31-29               |
| 4 gennaio 2015 Ginásio José Liberatti, Osasco Durata: - Spettatori:         | Osasco         | 3 - 2 | Amigos do Vôlei | 27-25, 15-25, 25-23, 21-25, 15-10 |
| 22 dicembre 2014 Ginásio Henrique Vilaboim, San Paolo Durata: - Spettatori: | Pinheiros      | 3 - 0 | Praia Clube     | 25-11, 25-20, 25-22               |

#### Semifinali
| 16 gennaio 2015 Ginásio São Gonçalo, Cuiabá Durata: - Spettatori: | Rio de Janeiro | 1 - 3 | Pinheiros | 22-25, 19-25, 25-17, 21-25 |
| 16 gennaio 2015 Ginásio São Gonçalo, Cuiabá Durata: - Spettatori: | Sesi           | 3 - 0 | Osasco    | 26-24, 25-20, 25-18        |

#### Finale
| 17 gennaio 2015 Ginásio São Gonçalo, Cuiabá Durata: - Spettatori: | Pinheiros | 3 - 2 | Sesi | 25-20, 15-25, 21-25, 28-26, 15-7 |

## Classifica finale
| Pos | Squadre         |
| --- | --------------- |
| 1   | Pinheiros       |
| 2   | Sesi            |
| 3   | Rio de Janeiro  |
| 4   | Osasco          |
| 5   | Amigos do Vôlei |
| 6   | Minas           |
| 7   | Praia Clube     |
| 8   | São Caetano     |